# Jota Herculis
Jota Herculis (ι Herculis, förkortat Jota Her, ι Her), som är stjärnans Bayer-beteckning, är en multipelstjärna i den södra delen av stjärnbilden Herkules. Den har en genomsnittlig skenbar magnitud på +3,80 och är synlig för blotta ögat där ljusföroreningar ej förekommer. Baserat på parallaxmätningar i Hipparcos-uppdraget på ca 7,2 mas beräknas den befinna sig på ca 455 ljusårs (139 parsek) avstånd från solen.

## Egenskaper
Jota Herculis är en blå till vit underjättestjärna av spektralklass B3 IV, som ligger i slutet av dess stadium av vätefusion. Den har en massa som är ca 6,7 gånger solens massa, en radie som är ca 5,3 gånger större än solens och utsänder ca 2 500 gånger mera energi än solen från dess fotosfär vid en effektiv temperatur på ca 18 000 K. 
Jota Herculis, eller 85 Herculis, är en pulserande variabel av Beta Cephei-typ. Den har skenbar magnitud +3,75 och varierar med en amplitud av 0,02 med en period av 3,487 dygn.
Jota Herculis är en spektroskopisk dubbelstjärna med en omloppsperiod på 113,8 dygn, vilket anger att dess närmaste följeslagare är separerad med ca 1 AE. En annan följeslagare finns vid ca 30 AE från primärstjärnan, vilket ger en omloppsperiod på ca 60 år. Ytterligare en stjärna har identifierats med en gemensam egenrörelse och en vinkelseparation av 116 bågsekunder och en skenbar magnitud av 12,1. Detta skulle placera den ca 18 000 AE bort från primärstjärnan, vilket ger en omloppsperiod på ca 1 miljon år.